# Cinemark Theatres
La Cinemark Theatres è una catena di sale cinematografiche statunitensi diffusa in Nord America e in America Latina. Cinemark è la seconda più grande azienda del suo settore negli Stati Uniti con 408 sale e 4665 schermi in 38 Stati americani e 125 sale e 1029 schermi in 12 Paesi dell'America Latina.
Fu fondata nel 1984 e ha sede a Plano, in Texas.